# Thomas Baskerville
Thomas Baskerville (26 aprile 1812 – Londra, 1840?) è stato uno scrittore e botanico inglese.

## Biografia
Dopo aver svolto un apprendistato di quattro anni presso Mr. Soulby di Ash (Kent), dal 1º dicembre 1829 al 9 aprile 1834, Baskerville frequentò le lezioni di anatomia tenute da Jones Quain, di dissezione tenute da Richard Quain e di chirurgia tenute da Samuel Cooper. 
Nel novembre dell'ultimo anno, fu tirocinante al North London Hospital.
Il 22 dicembre 1835, ottenne di diventare membro del Collegio Reale dei Chirurghi e si stabilì a praticare la professione a Canterbury. 
Si riporta che sia morto a Londra nel 1840, ma il suo nome appare sulla lista annuale dei membri del collegio fino al 1843.

## Opere
Fu l'autore di Affinities of Plants, with some Observations upon Progressive Development, Londra, 1839, in 8vo. 